# 남성용 브래지어

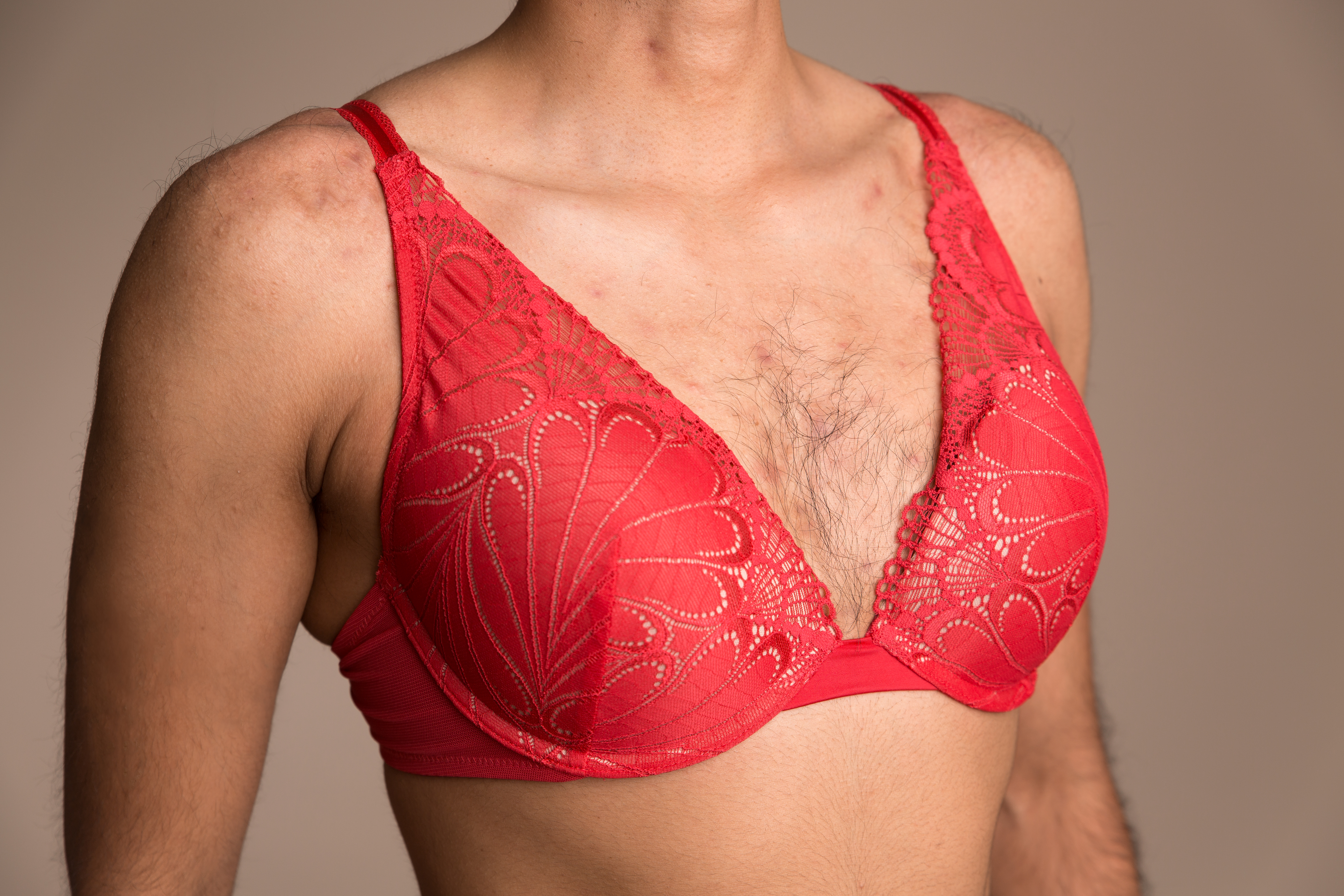
남성용 브래지어의 모습

남성용 브래지어(영어: Male bra, compression bra, compression vest, gynecomastia vest )는 말 그대로 남성이 착용하는 브래지어를 의미한다. 남성의 경우에도 유방이 발달하는 경우가 존재하는데, 여성형유방증의 정의가 다양하고 조사 방법도 다양하기 때문에 이 질환이 있는 사람의 추정치는 범위로 표시된다. 여성형유방증에 걸린 남성들은 치료 방법이 다양하지만, 수술로 가슴 크기를 축소하거나 남성용 브래지어를 착용하는 선택을 하는 경우도 있다. 남성용 브래지어는 일반적으로 가슴을 지지하기보다는 가슴을 살짝 압박시켜준다.
브래지어를 착용하는 남성은 주로 실용적인 목적으로 착용하는지 아니면 여장을 하기 위해 착용하는지에 따라 크게 두 가지 범주로 나눌 수 있다. 비만이나 여성형유방증으로 인해 큰 유방을 가진 일부 남성은 자신의 가슴을 지탱하기 위해 브래지어를 착용할 수 있다. 다른 남성들은 여장을 위해 브라를 착용하거나, 의상도착적 페티시즘이나 활동적 여성화와 같은 성적 목적으로 착용하거나, 파트너에게 복종하는 형태로 착용한다. 또한 일부 남성 운동선수, 특히 달리기 선수는 유두 마찰이라고도 알려진 조깅 유두라는 일반적인 질병을 예방하기 위해 셔츠 아래에 스포츠 브라를 착용할 수도 있다. 이 병은 땀에 젖은 물질을 젖꼭지에 과도하게 문질러서 발생한다. 종종 매우 고통스러운 이 병은 스포츠 브래지어를 착용함으로써 예방될 수 있다.
남성용 브래지어가 개발되었지만, 일반적으로 여성용 브래지어와는 겉으로만 약간 차이가 있을 뿐이다. 브래지어를 입는 것은 보통 남성에게 의학적으로 필요하지 않으며, 성별이나 성에 관계없이 같은 이유로 착용여부를 고려한다.
스포츠에서 남성용 브래지어라는 웨어러블 기기는 스포츠 클럽에서 실시간 통계로 선수들을 평가하는 데 자주 사용된다. 여기에는 코치가 선수를 평가하는 데 사용할 수 있는 심박수, 이동 거리, 피로 및 기타 통계를 감지하는 추적 장치(심박수 모니터가 있는 여성용 스포츠 브라와 유사)가 포함되어 있다.

## 같이 보기
- 가슴 페티시즘
- 유방축소술
- 클라인펠터 증후군